# Texas Wing Civil Air Patrol
A Texas Wing Civil Air Patrol (TXWG) é o mais alto escalão da Civil Air Patrol no estado de Texas. A sede da Texas Wing está localizada em Nacogdoches. A Texas Wing consiste em mais de 2.900 membros cadetes e adultos em mais de 70 locais em todo o estado de Texas.
A ala do Texas é membro da Região Sudoeste da CAP juntamente com as alas dos seguintes Estados: Arizona, Arkansas, Louisiana, New Mexico e Oklahoma.

## Missão
A Texas Wing tem três missões: fornecer serviços de emergência; oferecer programas de cadetes para jovens; e fornecer educação aeroespacial para membros da CAP e para o público em geral.

### Serviços de emergência
A Civil Air Patrol realiza serviços de emergência em situações de emergência por meio de diversas missões, entre elas: busca e salvamento (SAR); gestão de emergência; reconhecimento aéreo; patrulha de fronteira; ajuda humanitária e operações antidrogas além de missões de transporte aéreo e terrestre, todas as quais são suporte para a segurança nacional. As tripulações podem realizar buscas visuais e eletrônicas, enquanto as equipes de solo localizam o alvo de busca com equipamento de localização de direção.
Em 2020, o Texas Wing foi ativado para auxiliar na resposta do Texas à pandemia COVID-19. Pilotos da Texas Wing transportaram amostras de laboratório de todo o estado para um laboratório em Austin para serem testadas para o coronavírus.

### Programas de cadetes

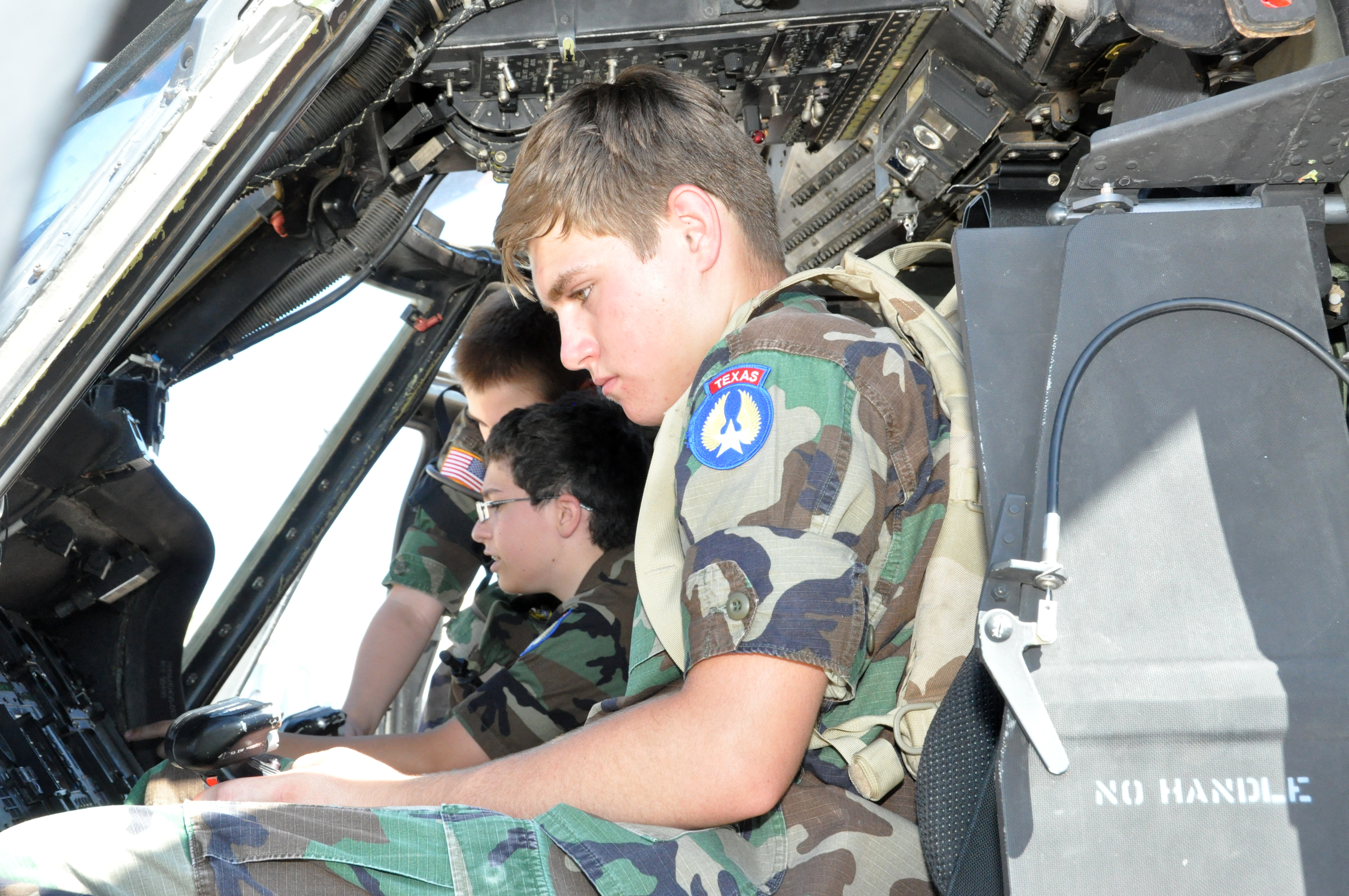
Um cadete da Texas Wing está sentado no assento do piloto de um helicóptero HH-60 Pave Hawk pertencente ao 305º Esquadrão de Resgate.

A Texas Wing administra um programa de cadetes, que é organizado nos padrões militares e enfatiza as tradições e valores da Força Aérea. Todo verão e inverno, os cadetes da CAP Texas Wing e de outras alas podem se inscrever em um curso de treinamento chamado "Texas Wing Civil Air Patrol Acampment" em várias bases militares ao redor do Texas, onde os cadetes estudam costumes militares e cortesias, exercícios militares, aeroespacial e oportunidades futuras na Patrulha Aérea Civil.

### Educação Aeroespacial
A Civil Air Patrol oferece educação aeroespacial para seus membros voluntários e para o público em geral. O programa de educação interna para membros da CAP educa membros seniores e cadetes; o programa externo para o público em geral é fornecido por meio de oficinas oferecidas através do sistema educacional do país. Os professores podem ingressar na CAP como "Membros da Educação Aeroespacial" "Aerospace Education Members" (AEM) e assim, ter acesso aos recursos disponíveis por meio da CAP, da Força Aérea e da NASA.

## Estrutura

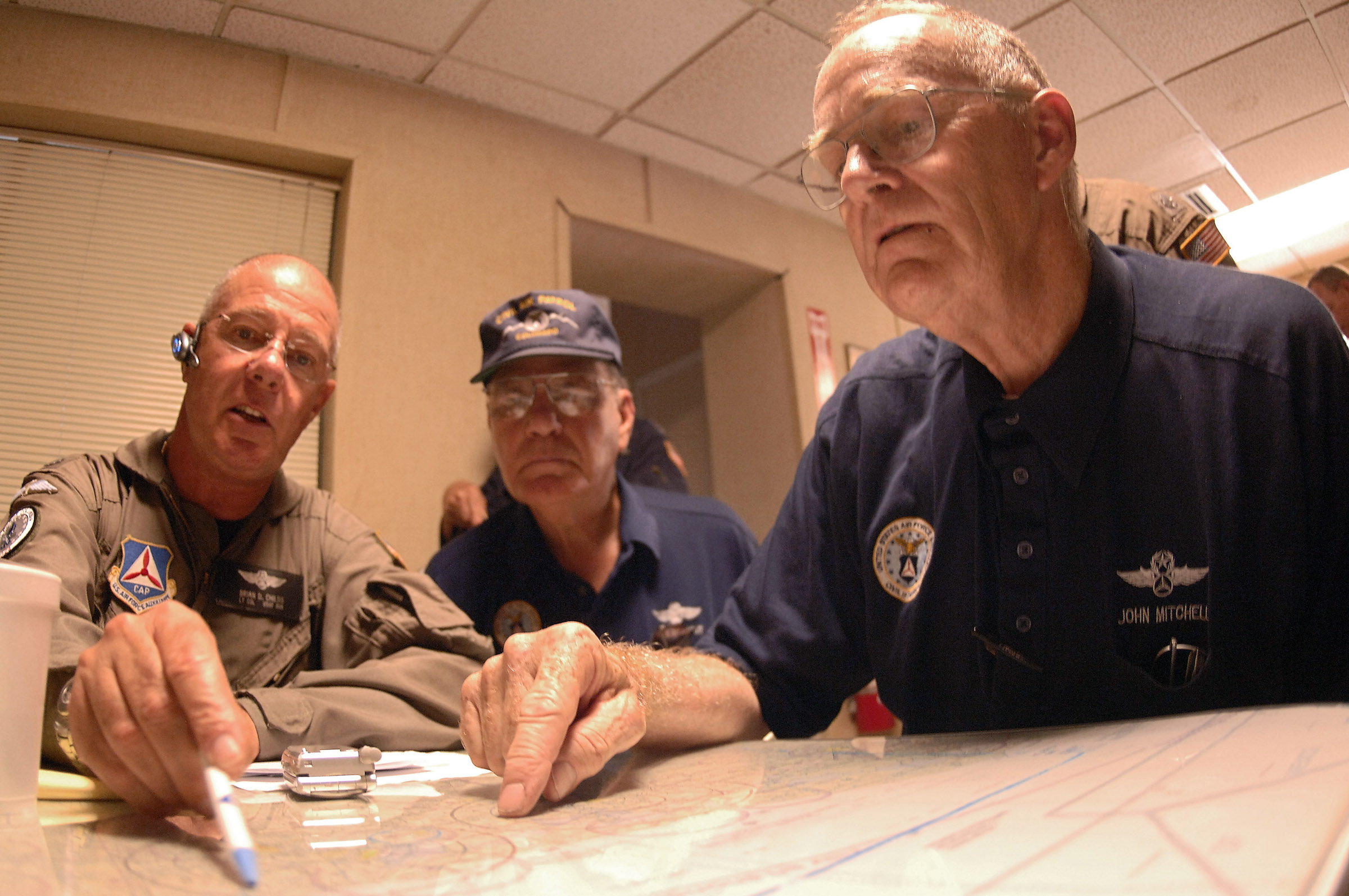
O tenente-coronel Brian Childes (à esquerda) informa o tenente-coronel Bob Beabout (piloto) e o major John Mitchell (à direita) em uma surtida para Sabine Lake, Texas, após o furacão Rita.

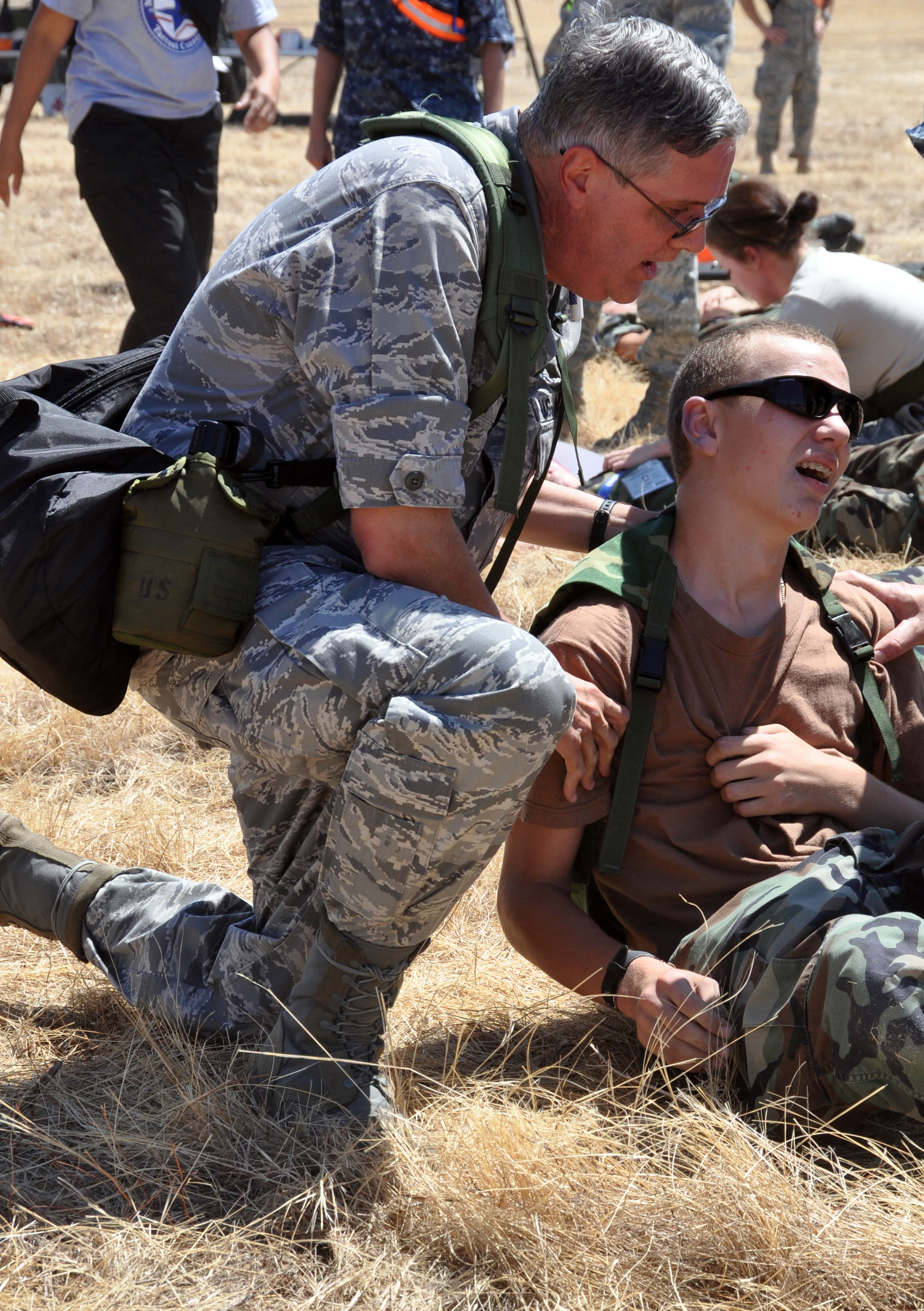
O coronel Richard Walters, comandante 301º MDS, à esquerda, avalia uma vítima simulada, interpretada por um cadete da Patrulha Aérea Civil.

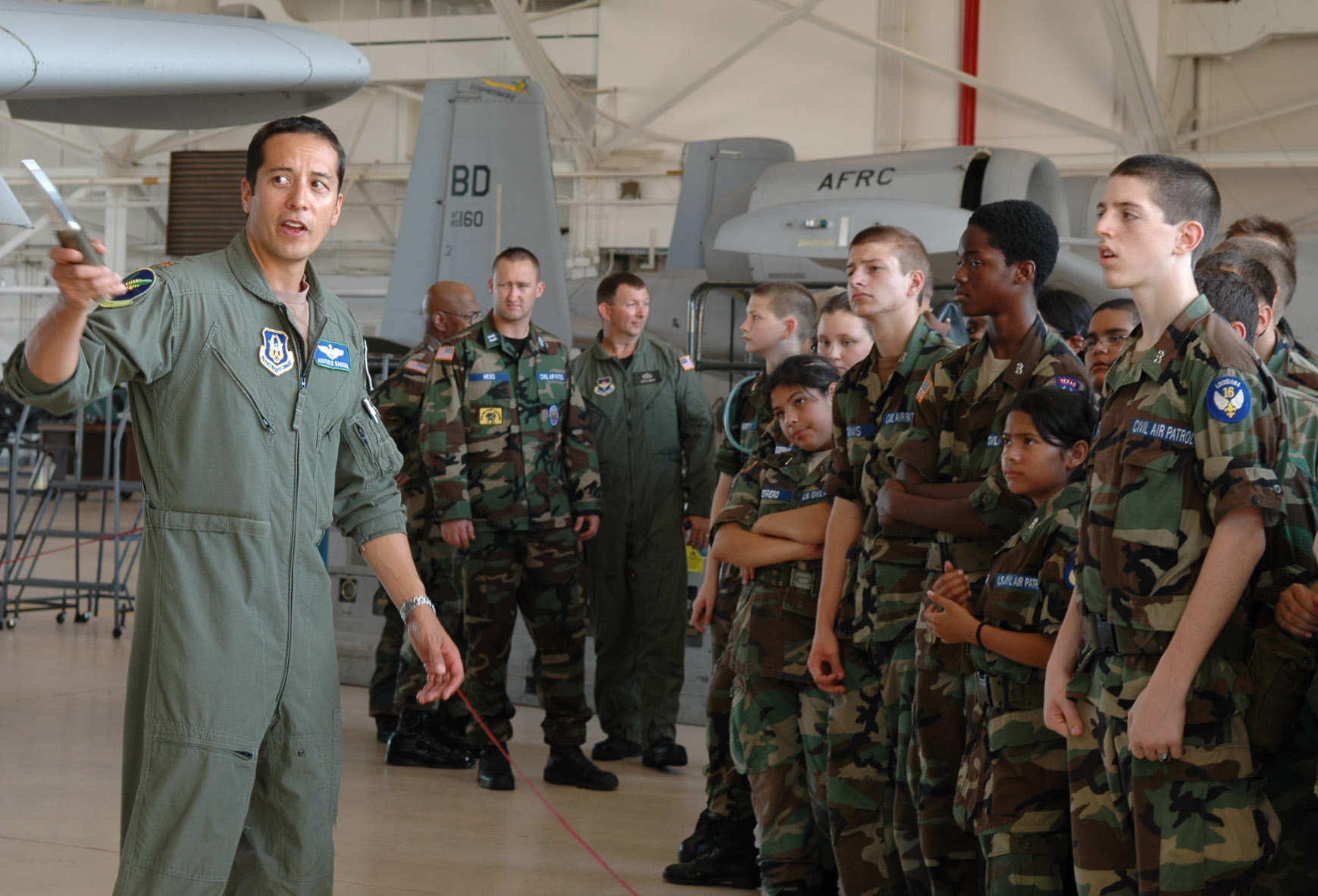
O Major Aristóteles Rabanal exibe um A-10 para os cadetes da CAP da Louisiana e do Texas.

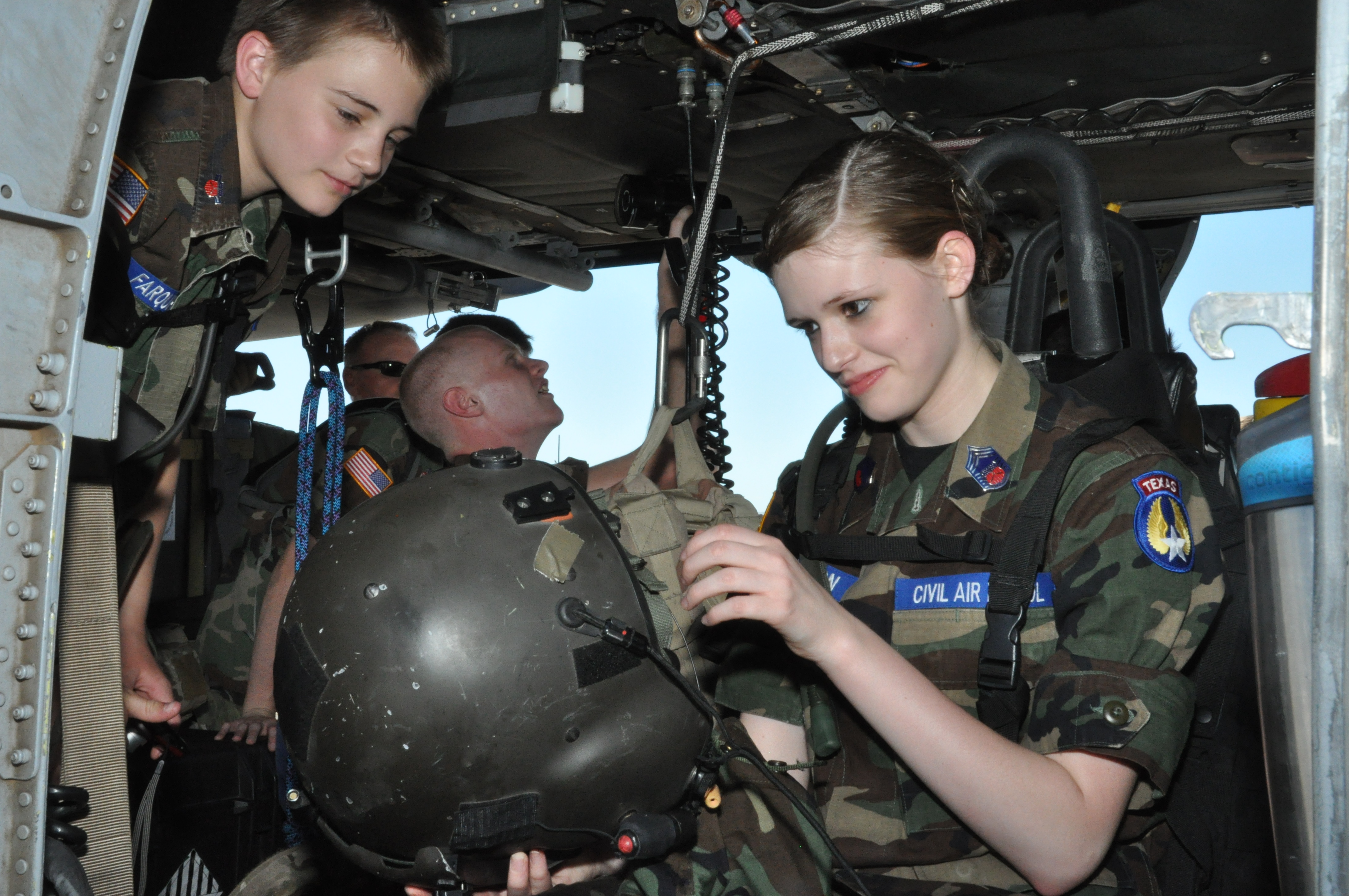
Os cadetes da Texas Wing examinam um helicóptero e equipamentos pertencentes ao 305º Esquadrão de Resgate.

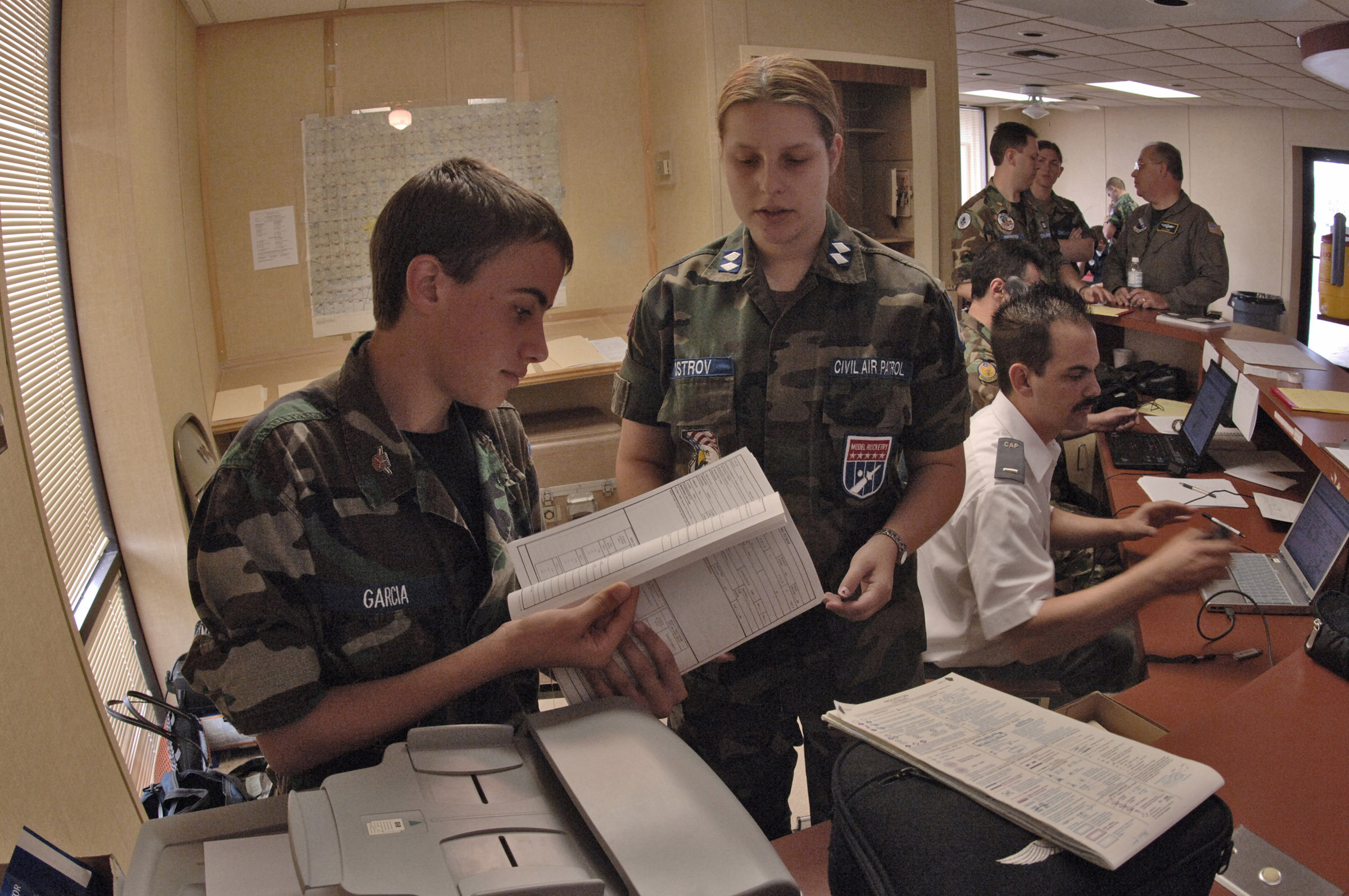
Os cadetes da Texas Wing desempenham funções administrativas no Aeroporto West Houston após o furacão Katrina.

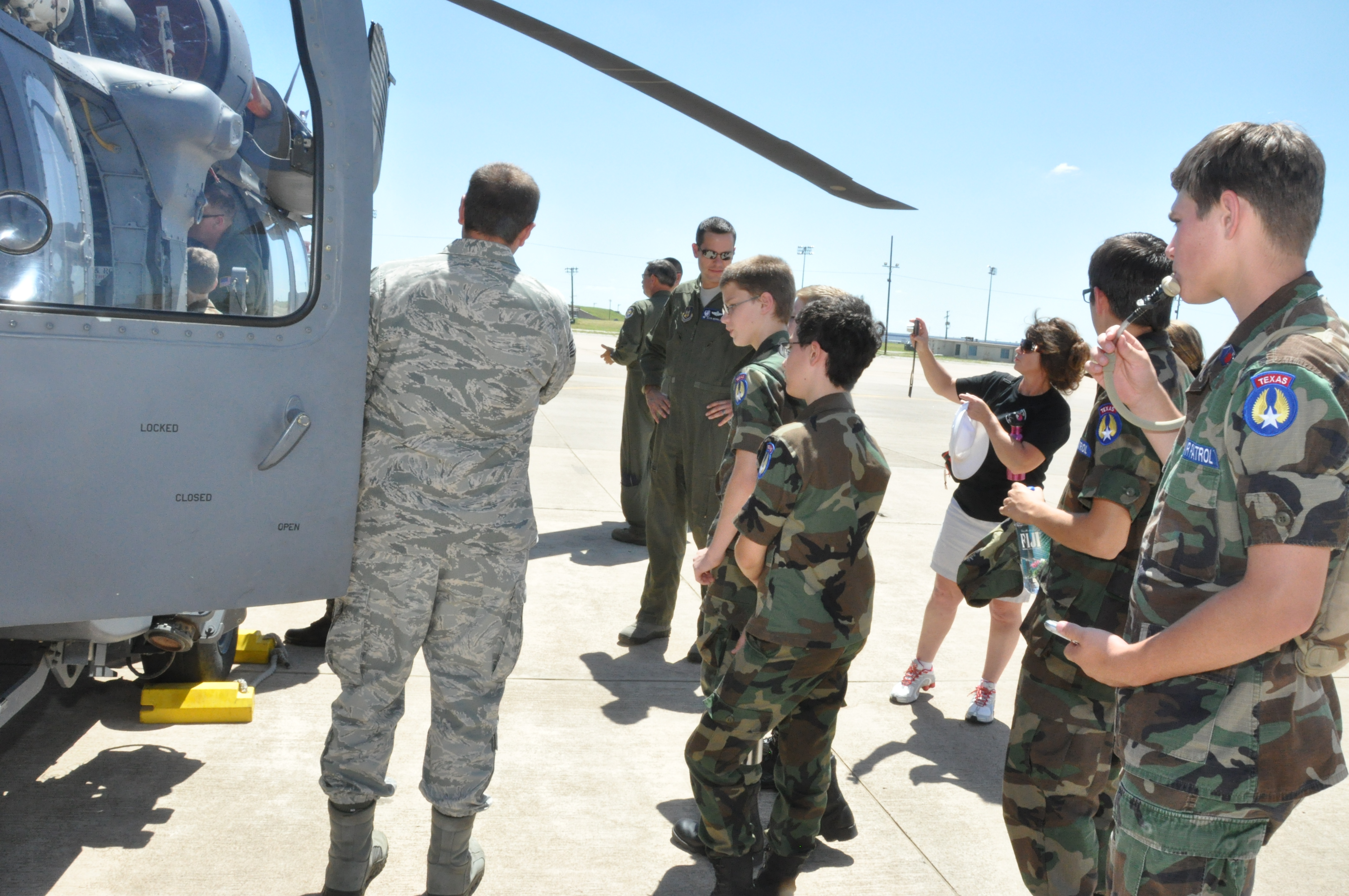
Cadetes do Texas CAP durante uma visita a uma Força Aérea na Base Aérea Naval da Base da Reserva Conjunta de Fort Worth.

A Texas Wing da Civil Air Patrol é organizada em esquadrões, que são designados em um de sete grupos, com base em sua localização geográfica.
| Grupo     | Designação | Nome do Esquadrão                      | Localização             |
| --------- | ---------- | -------------------------------------- | ----------------------- |
| Wing HQ   | TX001      | Texas Wing HQ                          | Nacogdoches             |
|           | TX817      | Newman Academy Cadet                   | Cedar Hill              |
|           | TX999      | Texas Legislative                      | N/A                     |
| Group I   | TX010      | Group I HQ                             |                         |
|           | TX023      | San Angelo Composite                   | San Angelo              |
|           | TX123      | Three Rivers Composite                 | San Angelo              |
|           | TX215      | El Paso Composite                      | El Paso                 |
|           | TX293      | Lubbock Composite                      | Lubbock                 |
|           | TX313      | Abilene Composite                      | Abilene                 |
|           | TX353      | Tigershark Composite                   | Amarillo                |
| Group II  | TX020      | Group II HQ                            |                         |
|           | TX051      | Plano Mustangs Composite               | Plano                   |
|           | TX085      | Tyler Composite                        | Tyler                   |
|           | TX089      | Gregg County Composite                 | Longview                |
|           | TX262      | Texoma Composite                       | Denison                 |
|           | TX295      | Thunderbolt Composite                  | Allen                   |
|           | TX354      | Lakeshore Composite                    | Rockwall                |
|           | TX450      | Sulphur Springs Composite              | Sulphur Springs         |
|           | TX455      | Nacogdoches Composite                  | Nacogdoches             |
| Group III | TX030      | Group III HQ                           |                         |
|           | TX076      | Crusader Composite                     | Grand Prairie           |
|           | TX133      | Irving Composite                       | Irving                  |
|           | TX148      | Waco Composite                         | Waco                    |
|           | TX214      | Black Sheep Composite                  | Mesquite                |
|           | TX376      | Midway Composite                       | Midlothian              |
|           | TX377      | Corsicana Cadet                        | Corsicana               |
|           | TX390      | Addison Eagles Senior                  | Addison                 |
|           | TX391      | Dallas Composite                       | Dallas                  |
|           | TX428      | Redbird Composite                      | Dallas                  |
|           | TX803      | Red Oak Cadet                          | Red Oak                 |
|           | TX810      | Italy Cadet                            | Italy                   |
| Group IV  | TX040      | Group IV HQ                            |                         |
|           | TX041      | George H.W. Bush Composite             | College Station         |
|           | TX098      | Ellington Composite                    | Houston                 |
|           | TX176      | 7-6 Air Cavalry Composite              | Conroe                  |
|           | TX177      | Sam Houston Composite                  | Huntsville              |
|           | TX179      | Thunderbird Composite                  | Houston                 |
|           | TX186      | Spindletop Cadet                       | Beaumont                |
|           | TX286      | Baytown Senior                         | Beach City              |
|           | TX334      | Delta Composite                        | Spring                  |
|           | TX360      | Sugar Land Composite                   | Sugar Land              |
|           | TX409      | Marauder Composite                     | Kingwood                |
|           | TX447      | West Houston S.A.B.R.E. Senior         | Houston                 |
|           | TX451      | Hobby Senior                           | Houston                 |
|           | TX802      | Sheldon Cadet                          | Houston                 |
|           | TX808      | East Houston Cadet                     | Houston                 |
| Group V   | TX050      | Group V HQ                             |                         |
|           | TX007      | Lackland Cadet                         | San Antonio             |
|           | TX047      | Laughlin Air Force Base Flight         | Laughlin Air Force Base |
|           | TX142      | Randolph Composite                     | Randolph Air Force Base |
|           | TX187      | Alamo Composite                        | San Antonio             |
|           | TX351      | Pegasus Composite                      | Austin                  |
|           | TX352      | Col. Joe W Kittinger Phantom Senior    | Austin                  |
|           | TX371      | Apollo Composite                       | Georgetown              |
|           | TX403      | Bell County Composite                  | Temple                  |
|           | TX424      | Bexar County Senior                    | San Antonio             |
|           | TX435      | David Lee (Tex) Hill Composite         | San Marcos              |
|           | TX442      | Kerrville Composite                    | Kerrville               |
| Group VI  | TX060      | Group VI HQ                            |                         |
|           | TX035      | Alliance Composite                     | Fort Worth              |
|           | TX087      | Weatherford Patriot                    | Weatherford             |
|           | TX129      | Fort Worth Senior                      | Fort Worth              |
|           | TX154      | South Fort Worth Diamondback Composite | Fort Worth              |
|           | TX388      | Phoenix Composite                      | Fort Worth              |
|           | TX413      | Nighthawk Composite                    | Denton                  |
|           | TX430      | Rio del Fierro Composite               | Wichita Falls           |
|           | TX441      | 441st Composite                        | Granbury                |
|           | TX456      | Azle Composite                         | Azle                    |
| Group VII | TX070      | Group VII HQ                           |                         |
|           | TX026      | Corpus Christi Composite               | Corpus Christi          |
|           | TX091      | Brownsville Composite                  | Brownsville             |
|           | TX241      | Wild Horse Desert Composite            | McAllen                 |
|           | TX386      | Victoria Composite                     | Victoria                |